# Igor Sijsling
Igor Sijsling (výslovnost [ˈiɡɔr ˈsɛi̯slɪŋ]IPA; narozen 18. srpna 1987 Amsterdam) je nizozemský profesionální tenista. Ve své dosavadní kariéře nevyhrál na okruhu ATP World Tour žádný turnaj. Na challengerech ATP a okruhu ITF získal do května 2012 deset titulů ve dvouhře a šest ve čtyřhře.
Na žebříčku ATP byl ve dvouhře nejvýše klasifikován v dubnu 2012 na 120. místě a ve čtyřhře pak v září 2007 na 211. místě. Trénuje ho Stanford Boster.

## Finálové účasti na turnajích ATP World Tour
| Legenda (před/od 2009)                                          |
| D – dvouhra; Č – čtyřhra                                        |
| Grand Slam (0–0)                                                |
| Tennis Masters Cup / ATP World Tour Finals (0–0)                |
| ATP Masters Series / ATP World Tour Masters 1000 (0–0)          |
| ATP International Series Gold / ATP World Tour 500 series (0–0) |
| ATP International Series / ATP World Tour 250 series (0–1 Č)    |

### Čtyřhra

#### Finalista
| Č. | Datum             | Turnaj         | Povrch | Spoluhráč         | Vítězové                       | Výsledek |
| -- | ----------------- | -------------- | ------ | ----------------- | ------------------------------ | -------- |
| 1. | 14. července 2008 | ATP Amersfoort | antuka | Jesse Huta Galung | František Čermák Rogier Wassen | 5–7, 5–7 |

## Tituly na challengerech ATP
| Legenda     |
| ----------- |
| Challengery |

### Dvouhra

#### Vítěz
| Č. | Datum             | Turnaj              | Povrch      | Soupeř ve finále   | Výsledek       |
| -- | ----------------- | ------------------- | ----------- | ------------------ | -------------- |
| 1. | 31. července 2006 | Saransk             | antuka      | Farrukh Dustov     | 7–68, 6–4      |
| 2. | 1. listopadu 2010 | Eckental            | koberec (h) | Ruben Bemelmans    | 3–6, 6–2, 6–3  |
| 3. | 5. září 2011      | Alphen aan den Rijn | antuka      | Jan-Lennard Struff | 7–62, 6–3      |
| 4. | 6. února 2012     | Quimper             | tvrdý       | Malek Džazírí      | 6–3, 6–4       |
| 5. | 20. února 2012    | Wolfsburg           | koberec (h) | Jerzy Janowicz     | 4–6, 6–3, 7–69 |

### Čtyřhra

#### Vítěz
| Č. | Datum             | Turnaj     | Povrch      | Spoluhráč       | Soupeři ve finále             | Výsledek        |
| -- | ----------------- | ---------- | ----------- | --------------- | ----------------------------- | --------------- |
| 1. | 30. října 2006    | Louisville | tvrdý       | Robin Haase     | Amer Delić Robert Kendrick    | bez boje        |
| 2. | 8. listopadu 2010 | Aken       | koberec (h) | Ruben Bemelmans | Jamie Delgado Jonathan Marray | 6–4, 3–6 [11–9] |